# Justizamt Nentershausen
Das Justizamt Nentershausen war von 1827 bis 1866 ein Justizamt, also ein Gericht erster Instanz im Kurfürstentum Hessen mit Sitz in Nentershausen.

## Geschichte
In Nentershausen bestand im HRR das Amt Nentershausen der Landgrafschaft Hessen-Kassel. Dieses war gleichzeitig Verwaltungsbehörde und Eingangsgericht. Zwischen 1806 und 1813 war Nentershausen Teil des Königreichs Westphalen. Die Verwaltungsaufgaben übernahm hier der Kanton Nentershausen, Eingangsgericht war das Friedensgericht Nentershausen. Nach der Neubildung Kurhessens wurde das alte Amt Nentershausen wieder gebildet.
Mit Edikt vom 29. Juni 1821 wurden im Kurfürstentum Hessen Verwaltung und Justiz voneinander getrennt. Die staatliche Verwaltung wurde auf unterer Ebene auf Kreise übertragen, für die Rechtsprechung eine dreistufige, landeseinheitlich Gerichtsorganisation geschaffen, die allerdings in begrenzten Gebietsteilen des Kurfürstentums noch bis in die Mitte des 19. Jahrhunderts von standesherrlicher und Patrimonialgerichtsbarkeit durchbrochen war.
Nentershausen wurde in Bezug auf die Verwaltung Teil des Landkreises Rotenburg (Fulda), die Gerichtsfunktionen übernahm das Assistenzamt Nentershausen des Justizamtes Rotenburg. Es war dem Obergericht für die Provinz Niederhessen nachgeordnet.
Zum 1. Januar 1827 wurde aus dem Assistenzamt Nentershausen ein selbstständiges Justizamt Nentershausen gebildet. Hierbei kamen drei Gemeinden des Justizamtes Rotenburg zum Justizamt Nentershausen. Nach dem Aussterben der Linie Hessen-Rotenburg im Jahr 1834 wurden die dortigen Justizämter in kurhessische Justizämter überführt. Am 1. Januar 1837 wurde der Gerichtssprengel des Justizamtes Nentershausen um vier Gemeinden des ehemaligen Hessen-Rotenburgischen Oberamtes Rotenburg und Justizamtes Sontra erweitert.
Danach umfasste der Gerichtsbezirk folgende Gemeinden: Nentershausen, Blankenbach, Bosserode, Dens, Friedrichshütte, Iba, Imshausen, Liebenz, Machtlos, Obersuhl, Raßdorf, Richelsdorf, Michelsdorfer Gebirge, Michelsdorfer Hütte, Solz, Süß, Weißenhasel und Wildeck.
1849 bis 1851 gehörte das Justizamt zum Obergericht Rotenburg an der Fulda.
Mit der Annexion Kurhessens durch Preußen 1866 wurden in der neuen Provinz Hessen-Nassau Amtsgerichte eingerichtet. Das Justizamt Nentershausen wurde entsprechend in das Amtsgericht Nentershausen umgewandelt.

## Gebäude
1842 wurde das Gebäude des Justizamtes (Ruhl 2) durch den Baumeister Jacob Althaus erbaut. Es handelt sich um ein zweistöckiges Gebäude in Massivbauweise mit Mezzanin. Das Gebäude wurde später vom Amtsgericht genutzt und steht heute als Kulturdenkmal unter Denkmalschutz.